# ماري إيثل ستون
ماري إثيل سيتون (25 يوليو 1887، رانغون -17 يونيو 1974، أكسفورد) كانت عالمة بريطانية في الأدب الإنجليزي، متخصصة في أواخر العصور الوسطى. كانت زميلة في الجمعية الملكية للأدب، وفازت مرتين بجائزة روز ماري كراوشي (1921، 1952).

## حياتها
ولدت ماري إثيل سيتون في رانغون، بورما، لفرانسيس لامبرت سيتون، عضو في شركة الهند الشرقية، وفاني وارنر. التحقت بكلية السيدات، غيرنزي، ومدرسة بورتسموث الثانوية قبل الحصول على منحة دراسية في كلية جيرتون، كامبريدج.
حصلت على المركز الأول في لغات العصور الوسطى والحديثة في عامي 1909 و 1910.
كانت سيتون محاضرة في كلية جيرتون من عام 1910 إلى عام 1916، وبعد ذلك عملت في مكتب الرقابة في لندن حتى عام 1918. بدأت أطروحة الماجستير في جامعة لندن في عام 1920، حول موضوع العلاقات الأدبية بين إنجلترا وإسكندنافيا في القرن السابع عشر. وقد مُنح هذا العمل المعنون «دراسة العلاقات بين إنكلترا والبلدان الاسكندنافية في القرن السابع عشر» جائزة روز ماري كروشي لعام 1921. أصبحت زميلة في كلية سانت هيو، أوكسفورد في عام 1925، ومحاضرة جامعية في عام 1939. وفي عام 1951، مُنح سيتون شهادة دكتوراه في الآداب. فاز سيتون في طبعة أركاديان ريتوريكي لأبراهام فراونس بجائزة روز ماري كراوشي لعام 1952. بعد التقاعد، واصلت سيتون بحثها في الأدب الإنجليزي في القرن الخامس عشر. درست الصلات بين تشوسر، وايت وريتشارد روس، وكانت موضع تقدير خاص لتحليلها لتراجيمات روس وإعادة البناء الفائقة للحياة في المحكمة الإنجليزية في القرن الخامس عشر. زعمها بأن روس، وهو «شاعر من لانكاستر»، كاتب آيات نسبت إلى تشوسر (رومة الوردة)، وأثار وايت جدلا في الأوساط العلمية.
توفي سيتون في أكسفورد في عام 1974. وقد تركت تركتها في كليتها لكي تمنحها مدرسة فاني سيتون.

## أعمال مختارة
- فينوس ورسامين وقصائد أخرى للإ ناس فليتشر. 1926.
- العلاقات الأدبية بين إنجلترا وإسكندنافيا في القرن السابع عشر. كلارندون، 1935.
- السير ريتشارد روس، شاعر لانكاستر. 1961.

## الموارد
1. 1 2  Sams، Eric؛ Schumann؛ Perahia، Murray (1974-07). "Davidsbundlertanze Op. 6; Fantasiestucke Op. 12". The Musical Times. ج. 115 ع. 1577: 575. DOI:10.2307/959757. ISSN:0027-4666. مؤرشف من الأصل في 2 يونيو 2018. {{استشهاد بدورية محكمة}}: تحقق من التاريخ في: |تاريخ= (مساعدة)
2. ↑  The Times 1974، صفحة 12.
3. ↑  Sams، Eric؛ Schumann؛ Perahia، Murray (1974-07). [[2] "Davidsbundlertanze Op. 6; Fantasiestucke Op. 12"]. The Musical Times. ج. 115 ع. 1577: 575. DOI:10.2307/959757. ISSN:0027-4666. {{استشهاد بدورية محكمة}}: تحقق من التاريخ في: |تاريخ= (مساعدة)، ref stripmarker في |مسار= في مكان 1 (مساعدة)، وتحقق من قيمة |مسار= (مساعدة)
4. ↑  THORINGTON (1975). "A Cycle of Time". The Princeton University Library Chronicle. ج. 37 ع. 1: 29. DOI:10.2307/26403948. ISSN:0032-8456. مؤرشف من الأصل في 2021-07-29.
5. ↑  Bauschlicher، Charles W.؛ Ricca، Alessandra (1998-06). "Accurate Heats of Formation for SFn, SFn+, and SFn-forn= 1−6". The Journal of Physical Chemistry A. ج. 102 ع. 24: 4722–4727. DOI:10.1021/jp981084p. ISSN:1089-5639. مؤرشف من الأصل في 29 يناير 2020. {{استشهاد بدورية محكمة}}: تحقق من التاريخ في: |تاريخ= (مساعدة)